# Premios BAFTA de Videojuegos
Los Premios BAFTA de Videojuegos (en inglés, los British Academy Games Awards) son premios entregados anualmente por la BAFTA, para honrar los «logros sobresalientes en creatividad» dentro de la industria de los videojuegos. Fueron entregados por primera vez en 2004, tras la reestructuración de los Premios Interactivos BAFTA, y son anualmente presentados por la Academia Británica de las Artes Cinematográficas y de la Televisión (BAFTA).
Desde su inauguración en 2004, se han celebrado 18 ceremonias. La más reciente, la 18.ª edición de los premios Premios BAFTA de Videojuegos, tuvo lugar en el Queen Elizabeth Hall de Londres el 7 de abril de 2022.

## Categorías

### Premios activos
- Animación (introducido en 2020[3])
- Logro artístico
- Logro de audio
- Mejor juego
- Juego británico
- Juego debut
- Juego para móviles (introducido en 2018, votado por el público)
- Juego en evolución
- Juego familiar
- Premio honorífico (entregado esporádicamente)
- Juego más allá del entretenimiento (introducido en 2017)
- Diseño de juego
- Multijugador
- Música
- Narrativa (anteriormente llamado "Guion/Historia")
- Propiedad original (anteriormente llamado "Originalidad")
- Interpretación en papel principal (separado del premio "Interpretación" en 2020[3])
- Interpretación en papel secundario (separado del premio "Interpretación" en 2020[3])
- Premio especial (entregado esporádicamente)
- Logro técnico (anteriormente llamado "Juego innovador", desde 2020[3])
- Jóvenes diseñadores de videojuegos (5 premios cada año)

### Premios obsoletos
- Juego de acción
- Juego de aventuras
- Animación o Intro
- Dirección de arte
- Mejor personaje
- Juego social o casual
- Juego de Game Boy Advance
- Juego de Gamecube
- Jugabilidad
- Juego de plataforma portátil
- Premio "One to watch"
- Juego en línea
- Música original (añadido junto con "Sonido" al premio "Música")
- Juego de PC
- Interpretación (dividido en dos categorías en 2020[3])
- Juego de PlayStation 2
- Juego de puzles
- Juego de carreras
- Juego de simulación
- Sonido (añadido junto con "Música original" al premio "Música")
- Juego de deportes
- Juego de estrategia
- Premio de los lectores de The Sunday Times
- Juego innovador (renombrado a "Logro técnico" en 2020[3])
- Juego de Xbox

## Entregas
La ceremonia de los premios BAFTA suele tener lugar en marzo o abril de cada año. En algunos años, se han entregado premios adicionales justo antes al evento Electronic Entertainment Expo (más conocida como E3), la cual se celebra en mayo o junio de cada año.

### 2004
Esta entrega nominó y premió a varios juegos publicados entre 2002 y 2003, premiando al mejor juego en cada una de las categorías.
- Juego de Acción - Grand Theft Auto: Vice City
- Juego de Aventura - The Legend of Zelda: The Wind Waker
- Animación o Introducción - Soulcalibur II (Jame Chung Edition)
- Juego Infantil - EyeToy: Play
- Diseño - Grand Theft Auto: Vice City
- Juego de GameBoy Advance - Advance Wars 2: Black Hole Rising
- Juego del Año - Call of Duty
- Gamecube - Metroid Prime
- Juego para móvil - Tony Hawk's Pro Skater
- Multijugador - Battlefield 1942
- Música Original - Harry Potter and the Chamber of Secrets
- PC - Grand Theft Auto: Vice City
- PS2 - Grand Theft Auto: Vice City
- Carreras - Project Gotham Racing 2
- Sonido - Grand Theft Auto: Vice City
- Deportes - FIFA Football 2004
- Estrategia - Advance Wars 2: Black Hole Rising
- Premio de la Revista Sunday Times - Football Manager 2005
- Logro Técnico - EyeToy: Play
- Xbox - Star Wars: Knights of the Old Republic
- Premio Especial - Chris Deering[n. 1]

### 2005
La ceremonia se llevó a cabo el 1° de marzo de 2005.
- Juego de Acción - Half-Life 2
- Animación - Half-Life 2
- Dirección artística - Half-Life 2
- Mejor Audio - Call of Duty: Finest Hour
- Juego del Año - Half-Life 2
- Infantil - Donkey Konga
- Gamecube - Prince of Persia: Warrior Within
- Portátil - Colin McRae Rally 2005
- Para móviles - BlueTooth BiPlanes
- Multijugador en línea - Half-Life 2
- Música Original - Hitman: Contracts
- Originalidad - SingStar Party
- PC - Half-Life 2
- PS2 - Burnout 3: Takedown
- Carreras - Burnout 3: Takedown
- Deportes - Pro Evolution Soccer 4
- Premio de la revista Sunday Times - Football Manager 2005
- Dirección Técnica - Burnout 3: Takedown
- Xbox - Halo 2
- Premio Especial - Sam Houser & Leslie Benzies

### 2006
En esta versión se hicieron algunos cambios: el premio a Juego del año paso a llamarse Juego. La ceremonia se llevó a cabo en Roundhouse el 5 de octubre de 2006, y fue presentada por Vernon Kay.
- Acción y Aventura - Shadow of the Colossus
- Logros Artísticos - Shadow of the Colossus
- Logros en Audio - Electroplankton
- Casual y Social - Buzz!: The BIG Quiz
- Personaje - LocoRoco
- Infantil - LocoRoco
- Juego - Tom Clancy's Ghost Recon Advanced Warfighter
- Jugabilidad - Lego Star Wars II: The Original Trilogy
- Premio de los Jugadores - 24: The Mobile Game
- Innovación - Dr. Kawashima's Brain Training: How Old Is Your Brain?
- Multijugador - Dungeons and Dragons Online: Stormreach
- Gion original - Tomb Raider: Legend
- Guion - Psychonauts
- Simulación - The Movies
- Banda Sonora - Guitar Hero
- Deportes - Fight Night Round 3
- Estrategia - Rise and Fall: Civilizations at War
- Logros Técnicos - Tom Clancy's Ghost Recon Advanced Warfighter

### 2007
La ceremonia se llevó a cabo en el Battersea Evolution el 23 de octubre de 2007. Fue presentada por Vic Reeves. La categoría del juego del año pasó a llamarse e "Mejor Juego".
- Acción y Aventura - Crackdown
- Logro Artístico - Ōkami
- Mejor Juego - BioShock
- Casual - Wii Sports
- Jugabilidad - Wii Sports
- Innovación - Wii Sports
- Multijugador - Wii Sports
- Música original - Ōkami
- Deportes - Wii Sports
- Historia y personaje - God of War II
- Estrategia y simulación - Wii Sports
- Logros Técnicos - God of War II
- Utilización de Audio - Crackdown
- Premio BAFTA al nuevo talento - Ragnarawk
- Premio de la revista PC World (Escogido por el público) - Football Manager 2007
- Premio honorífico - Will Wright

### 2008
La ceremonia se llevó a cabo en el London Hilton el 10 de marzo de 2009 y fue presentada por Dara Ó Briain. Esta ceremonia fue la última en premiar juegos de dos años consecutivos (2007-2008).
- Acción y Aventura - Fable II
- Logro Artístico - LittleBigPlanet
- Mejor Juego - Super Mario Galaxy
- Casual - Boom Blox
- Jugabilidad - Call of Duty 4: Modern Warfare
- Consola Portátil - Professor Layton and the Curious Village
- Multijugador - Left 4 Dead
- Música Original - Dead Space
- Deportes - Race Driver: GRID
- Estrategia - Civilization Revolution
- Historia y Personaje - Call of Duty 4: Modern Warfare
- Logros Técnicos - Spore
- Utilización de Audio - Dead Space
- Premio BAFTA al nuevo talento - Boro-Toro
- Juego de 2008 (Escogido por el público) - Call of Duty 4: Modern Warfare
- Premio honorífico - Nolan Bushnell

### 2009
La ceremonia se llevó a cabo en el London Hilton el 19 de marzo de 2010 y fue presentada por Dara Ó Briain.
- Acción - Uncharted 2: Among Thieves
- Logro Artístico - Flower (videojuego)
- Mejor Juego - Batman: Arkham Asylum
- Familiar y Social - Wii Sports Resort
- Jugabilidad - Batman: Arkham Asylum
- Consola Portátil - LittleBigPlanet
- Multijugador - Left 4 Dead 2
- Música Original - Uncharted 2: Among Thieves
- Deportes - FIFA 10
- Historia - Uncharted 2: Among Thieves
- Estrategia - Empire: Total War
- Utilización de Audio - Uncharted 2: Among Thieves
- Utilización de Red - FIFA 10
- Premio BAFTA al nuevo talento - Shrunk!
- Juego de 2009 (Escogido por el público) - Call of Duty: Modern Warfare 2
- Premio honorífico - Shigeru Miyamoto

### 2010
La ceremonia se llevó a cabo en el London Hilton el 16 de marzo de 2011 y fue presentada por Dara Ó Briain.
- Acción - Assassin's Creed: Brotherhood
- Logro Artístico - God of War III
- Mejor Juego - Mass Effect 2
- Familiar - Kinect Sports
- Jugabilidad - Super Mario Galaxy 2
- Consola Portátil - Cut the Rope
- Multijugador - Need for Speed: Hot Pursuit
- Música Original - Heavy Rain
- Rompecabezas - Rooms: The Main Building
- Juego Social En Línea - My Empire
- Deportes - F1 2010
- Historia - Heavy Rain
- Estrategia - Civilization V
- Innovación Técnica - Heavy Rain
- Utilización de Audio - Battlefield: Bad Company 2
- Premio BAFTA al nuevo talento - Twang!
- Juego de 2010 (Escogido por el público) - Call of Duty: Black Ops
- Premio honorífico - Peter Molyneux

### 2011
La ceremonia se llevó a cabo en el London Hilton el 16 de marzo de 2012 y fue presentada por Dara Ó Briain.
- Acción - Batman: Arkham City
- Logro artístico - Rayman Origins
- Logro de Audio - Battlefield 3
- Mejor Juego - Portal 2
- Juego Debut - Insanely Twisted Shadow Planet
- Diseño - Portal 2
- Familiar - LittleBigPlanet 2
- Innovación - LittleBigPlanet 2
- Consola portátil - Peggle HD
- De navegador en línea - Monstermind
- Multijuador En línea - Battlefield 3
- Música original - L.A. Noire
- Actor de voz - Mark Hamill (como Joker, Batman: Arkham City)
- Deporte/Fitness - Kinect Sports: Season Two
- Historia - Portal 2
- Estrategia - Total War: Shogun 2
- Premio BAFTA al nuevo talento - Tick Tock Toys
- Juego de 2011 (Escogido por el público) - Battlefield 3
- Especial - "Markus Persson"

### 2012
La ceremonia se llevó a cabo en el London Hilton el 5 de marzo de 2013 y fue presentada por Dara Ó Briain.
- Acción - Far Cry 3
- Artistic Achievement - Journey
- Logro de Audio - Journey
- Mejor Juego - Dishonored
- Juego Brtitánico - The Room
- Juego Debut - The Unfinished Swan
- Familiar - Lego Batman 2: DC Super Heroes
- Diseño - Journey
- Innovación - The Unfinished Swan
- Consola portátil - The Walking Dead
- En línea-Navegador - Song Pop
- Multijugador en línea - Journey
- Música Original - Journey
- Actor de voz - Danny Wallace (Thomas Was Alone)
- Deportes/Fitness - New Star Soccer
- Historia - The Walking Dead
- Estrategia - XCOM: Enemy Unknown
- Premio BAFTA al nuevo talento - Starcrossed
- Premio honorífico - Gabe Newell

### 2013
La ceremonia se llevó a cabo en Tobacco Dock el 12 de marzo de 2014 y fue presentada por Dara Ó Briain.
- Acción y Aventura - The Last of Us
- Logro Artístico - Tearaway
- Logro de Audio - The Last of Us
- Mejor Juego - The Last of Us
- Juego Brtitánico - Grand Theft Auto V
- Juego Debut - Gone Home
- Familiar - Tearaway
- Diseño de Juego - Grand Theft Auto V
- Innovación - Brothers: A Tale of Two Sons
- Consola portátil - Tearaway
- Multijugador en línea - Grand Theft Auto V
- Música Original - BioShock Infinite
- Actor de voz - Ashley Johnson (como Ellie, The Last of Us)
- Deportes - FIFA 14
- Historia - The Last of Us
- Estrategia y Simulación - Papers, Please
- Premio BAFTA al nuevo talento - Size Does Matter
- Premio honorífico - Rockstar Games

### 2014
La ceremonia se llevó a cabo en Tobacco Dock el 12 de marzo de 2015 y fue presentada por Rufus Hound.
- Logro Artístico - Lumino City
- Logro de Audio - Alien: Isolation
- Mejor Juego - Destiny
- Juego Brtitánico - Monument Valley
- Juego Debut - Never Alone
- Familiar - Minecraft: Console Editions
- Diseño de Juego- La Tierra Media: Sombras de Mordor
- Innovación - The Vanishing of Ethan Carter
- Consola portátil - Monument Valley
- Multijugador en línea - Hearthstone: Heroes of Warcraft
- Música Original - Far Cry 4
- Propiedad Original - Valiant Hearts: The Great War
- Actor de voz - Ashley Johnson (como Ellie, The Last of Us: Left Behind)
- Juego Persistente - League of Legends
- Deportes - OlliOlli
- Historia - The Last of Us: Left Behind
- Premio BAFTA al nuevo talento - Chambara
- Premio honorífico - David Braben

### 2015
La ceremonia se llevó a cabo en Tobacco Dock el 7 de abril de 2016 y fue presentada por Dara Ó Briain.
- Logro Artístico - Ori and the Blind Forest
- Logro de Audio - Everybody's Gone to the Rapture
- Mejor Juego - Fallout 4
- Juego Británico - Batman: Arkham Knight
- Juego Debut - Her Story (videojuego)
- Familiar - Rocket League
- Diseño de Juego - Bloodborne
- Innovación - Her Story (videojuego)
- Consola portátil - Her Story (videojuego)
- Multijugador - Rocket League
- Música - Everybody's Gone to the Rapture
- Propiedad Original - Until Dawn
- Actor de voz - Merle Dandridge (como Kate Collins, Everybody's Gone to the Rapture)
- Juego Persistente - Prison Architect
- Deportes - Rocket League
- Historia - Life Is Strange
- Premio BAFTA al nuevo talento - Sundown
- Premio honorífico - John Carmack
- Premio de AMD eSports - Smite

### 2016
La ceremonia se llevó a cabo en Tobacco Dock el 7 de abril de 2017 y fue presentada por Danny Wallace Dara Ó Briain.
- Logro Artístico - Inside
- Logro de Audio - The Last Guardian
- Mejor Juego - Uncharted 4: El desenlace del ladrón
- Juego Británico - Overcooked
- Juego Debut - Firewatch
- Juego en evolución - Rocket League
- Familiar - Overcooked
- Diseño de Juego - Inside
- Innovación - That Dragon, Cancer
- Consola portátil - Pokémon GO
- Multijugador - Overwatch
- Música - Virginia
- Propiedad Original - Inside
- Narrativa - Inside
- Actor de doblaje - Cissy Jones (como Delilah, Firewatch)
- Premio especial BAFTA - Brenda Romero
- Premio BAFTA a aquellos en ascenso - Among the Stones
- Premio de AMD eSports - Clash Royale

### 2017
La ceremonia se llevó a cabo en Tobacco Dock el 12 de abril de 2018 y fue presentada por Dara Ó Briain.
- Logro artístico - Hellblade: Senua's Sacrifice
- Logro en audio - Hellblade: Senua's Sacrifice
- Mejor juego - What Remains of Edith Finch
- Juego británico - Hellblade: Senua's Sacrifice
- Juego debut - Gorogoa
- Juego en evolución - Overwatch
- Familiar - Super Mario Odyssey
- Juego más allá del entretenimiento - Hellblade: Senua's Sacrifice
- Diseño de juego - Super Mario Odyssey
- Innovación - The Legend of Zelda: Breath of the Wild
- Juego móvil - Golf Clash
- Multijugador - Divinity: Original Sin II
- Música - Cuphead
- Narrativa - Night in the Woods
- Propiedad original - Horizon Zero Dawn
- Interpretación - Melina Juergens como Senua en Hellblade: Senua's Sacrifice
- Premio especial BAFTA - Tim Schafer

### 2018
La ceremonia tuvo lugar en el Queen Elizabeth Hall el 4 de abril de 2019 y fue organizada por Dara Ó Briain.
- Logro artístico - El regreso del Obra Dinn
- Logro de audio - God of War
- Mejor juego - God of War
- Juego Británico - Forza Horizon 4
- Juego Debut - Yoku's Island Express
- Juego en evolución - Fortnite Battle Royale
- Familia - Nintendo Labo
- Juego más allá del entretenimiento - My Child Lebensborn
- Diseño de juego - Return of the Obra Dinn
- Juego más innovador - Nintendo Labo
- Juego para móvil - Florencia
- Multijugador - A Way Out
- Música - God of War
- Narrativa - God of War
- Propiedad original - Into the Breach
- Interpretación - Jeremy Davies como El Desconocido/Baldur en God of War
- Premio especial - Epic Games[34]

### 2019
La ceremonia tuvo lugar el 2 de abril de 2020, retransmitiéndose a través de streaming vía YouTube debido a la pandemia de coronavirus en lugar de la convencional celebración.
- Animación - Luigi's Mansion 3
- Logro artístico - Sayonara Wild Hearts
- Logro de audio - Ape Out
- Mejor juego - Outer Wilds
- Juego británico - Observation
- Juego debut - Disco Elysium
- Juego en evolución - Path of Exile
- Familia - Untitled Goose Game
- Juego más allá del entretenimiento - Kind Words (Lo Fi Chill Beats to Write To)
- Diseño de juego - Outer Wilds
- Juego para móvil - Call of Duty: Mobile
- Multijugador - Apex Legends
- Música - Disco Elysium
- Narrativa - Disco Elysium
- Propiedad original - Outer Wilds
- Interpretación de papel principal - Gonzalo Martin como Sean Diaz en Life is Strange 2 (episodios 2-5)
- Interpretación de papel secundario - Martti Suosalo como Conserje en Control
- Logro técnico - Death Stranding

### 2020
La ceremonia tuvo lugar el 25 de marzo de 2021, de nuevo vía streaming.
- Animación - The Last of Us: Parte II
- Logro artístico - Hades
- Logro de audio - Ghost of Tsushima
- Mejor juego - Hades
- Juego británico - Sackboy: A big adventure
- Juego debut - Carrion
- Juego del año - The Last of Us: Parte II
- Juego en evolución - Sea of Thieves
- Familia - Sackboy: A big adventure
- Juego más allá del entretenimiento - Animal Crossing: New Horizons
- Diseño de juego - Hades
- Multijugador - Animal Crossing: New Horizons
- Música - Marvel's Spider-Man: Miles Morales
- Narrativa - Hades
- Propiedad original - Kentucky Route Zero: TV Edition
- Interpretación en papel principal - Laura Bailey como Abby en The Last of Us: Parte II
- Interpretación en papel secundario - Logan Cunningham como Hades, Aquiles, Poseidón, Asterión, Caronte y el Narrador en Hades

### 2021
La ceremonia se celebró el 7 de abril de 2022, volviendo al modelo presencial en el Queen Elizabeth Hall en Londres y presentada por Elle Osili-Wood.
- Animación - Ratchet & Clanck: Rift Apart
- Logro artístico - The Artful Escape
- Logro de audio - Returnal
- Mejor juego - Returnal
- Juego británico - Forza Horizon 5
- Juego debut - TOEM
- Juego del año - Unpacking
- Juego en evolución - No Man's Sky
- Familia - Chicory: A colorful tale
- Juego más allá del entretenimiento - Before your eyes
- Diseño de juego - Inscryption
- Multijugador - It takes two
- Música - Returnal
- Narrativa - Unpacking
- Propiedad original - It takes two
- Interpretación en papel principal - Jane Perry como Selene Vassos en Returnal
- Interpretación en papel secundario - Kimberly Brooks como Hollis Forsythe en Psychonauts 2
- Logro técnico - Ratchet & Clanck: Rift Apart

### 2022
La ceremonia tuvo lugar en el Queen Elizabeth Hall el 30 de marzo de 2023 y fue presentado por Frankie Ward, presentador de deportes electrónicos. Los nominados se anunciaron el 2 de marzo de 2023.
- Animación - God of War: Ragnarök
- Logro artístico - Tunic
- Logro de audio - God of War: Ragnarök
- Mejor juego - Vampire Survivors
- Juego británico - Rollerdrome
- Juego debut - Tunic
- Juego del año - God of War: Ragnarök
- Juego en evolución - Final Fantasy XIV Online
- Familia - Kirby y la tierra olvidada
- Juego más allá del entretenimiento - Endling: Extinction is Forever
- Diseño de juego - Vampire Survivors
- Multijugador - Elden Ring
- Música - God of War: Ragnarök
- Narrativa - Immortality
- Propiedad original - Elden Ring
- Interpretación en papel principal - Christopher Judge como Kratos en God of War: Ragnarök
- Interpretación en papel secundario - Laya Deleon Hayes como Angrboda en God of War: Ragnarök
- Logro técnico - Horizon Forbidden West

### 2023
La gala de premios se celebró el 11 de abril de 2024 en el Queen Helizabeth Hall. Por primera vez, la BAFTA publicó una primera lista completa de títulos nominados, el 14 de diciembre de 2023, y otra reducida el 7 de marzo.
- Animación - Hi-Fi Rush
- Logro artístico - Alan Wake II
- Logro de audio - Alan Wake II
- Mejor juego - Baldur's Gate III
- Juego británico - Viewfinder
- Juego debut - Venba
- Juego del año - Baldur's Gate III
- Juego en evolución - Cyberpunk 2077
- Familia - Super Mario Bros. Wonder
- Juego más allá del entretenimiento - Tchia
- Diseño de juego - Dave The Diver
- Multijugador - Super Mario Bros. Wonder
- Música - Baldur's Gate III
- Narrativa - Baldur's Gate III
- Propiedad original - Viewfinder
- Interpretación en papel principal - Nadji Jeter, como Miles Morales en Marvel's Spider-Man 2
- Interpretación en papel secundario - Andrew Wincott, como Raphael en Baldur's Gate III
- Logro técnico - The Legend of Zelda: Tears of the Kingdom

### 2024
La gala de premios se realizó el 8 de abril de 2025 en el Queen Helizabeth Hall. El 4 de marzo se anunciaron los títulos nominados.
- Animación - Astro Bot
- Logro artístico - Neva
- Logro de audio - Astro Bot
- Mejor juego - Astro Bot
- Juego británico - Thank Goodnes You're Here!
- Juego debut - Balatro
- Juego en evolución - Vampire Survivors
- Juego familiar - Astro Bot
- Juego más allá del entretenimiento - Tales of Kanzaru: Zau
- Diseño de juego - Astro Bot
- Multijugador - Helldivers 2
- Música - Helldivers 2
- Narrativa - Metaphor: ReFantazio
- Nueva propiedad intelectual - Still Wakes The Deep
- Interpretación en papel principal - Alec Newman, como Cameron "Caz" McLeary en Still Wakes The Deep
- Interpretación en papel secundario - Karen Dunban, como Finlay en Still Wakes The Deep
- Logro técnico - Senua's Saga: Hellblade II